# Kerncentrale Cattenom
De kerncentrale Cattenom is een kerncentrale in de Franse gemeente Cattenom, gelegen in de Franse regio Grand Est. De kerncentrale ligt op 35 km van de stad Luxemburg, 9 km van de grens met het groothertogdom Luxemburg en 12 km van het Duitse Saarland.
Zowel in vermogen als in productie is het een van de grootste kerncentrales van Frankrijk. Er werken 1200 werknemers van EDF, vooral ten tijde van onderhoudscycli wordt dit aantal verdubbeld met werknemers van onderaannemers.
De centrale gebruikt water uit de Moezel als koeling. Als bijkomende veiligheidsvoorziening zijn er ook twee kunstmatige meren aangelegd. Het stuwmeer van Mirgenbach (ook bekend als étang de Tilly) aangrenzend aan het domein van de kerncentrale en het meer dan 100 km verwijderde 304 ha grote stuwmeer van Pierre-Percée (ook lac du Vieux-Pré) in de Vogezen laten toe bij laag debiet van de Moezel, ter compensatie water uit de meren vrij te geven, en zo het debiet van de Moezel voldoende groot te houden.
Op 7 oktober 2010 kondigde EDF de intentie aan middels bijkomende investeringen de reactoren langer dan de voorziene 40 jaar operationeel te willen houden. Vanuit de 36 meest nabijgelegen Luxemburgse gemeenten werd door inwoners en sympathisanten in 2011 hiertegen protest georganiseerd. Eerder in 2010 waren er ook al vanuit de Duitse grensstreek manifestaties tegen de aanwezigheid van de centrale georganiseerd.

## Vermogen
De centrale omvat vier drukwaterreactoren, elk van 1.300 MW. De centrale produceerde in 2009 33.7 TWh, in 2010 net geen 35 TWh. Het recordjaar tot heden was 2005 toen er 38,2 TWh werd geproduceerd. De cumulatieve belasting bedraagt 73,7% van het theoretisch maximum.
| Reactor    | Type             | Netto- vermogen | Brutto- vermogen | Start bouw | Synchronisatie met het net | Commercieel in bedrijf | Uit dienst |
| ---------- | ---------------- | --------------- | ---------------- | ---------- | -------------------------- | ---------------------- | ---------- |
| Cattenom-1 | Drukwaterreactor | 1.300 MW        | 1.362 MW         | 29.10.1979 | 13.11.1986                 | 01.04.1987             | 2026       |
| Cattenom-2 | Drukwaterreactor | 1.300 MW        | 1.362 MW         | 28.07.1980 | 17.09.1987                 | 01.02.1988             | 2027       |
| Cattenom-3 | Drukwaterreactor | 1.300 MW        | 1.362 MW         | 15.06.1982 | 06.07.1990                 | 01.02.1991             | 2030       |
| Cattenom-4 | Drukwaterreactor | 1.300 MW        | 1.362 MW         | 28.09.1983 | 27.05.1991                 | 01.01.1992             | 2031       |

Actief: Belleville · Blayais · Bugey · Cattenom · Chinon · Chooz · Civaux · Cruas · Dampierre · Flamanville · Golfech · Grevelingen · Nogent · Paluel · Penly · Saint-Alban · Saint-Laurent · Tricastin

Inactief: Brennilis · Bugey 1 · Chinon (A1/A2/A3) · Chooz A · Fessenheim · Marcoule · Phénix · Saint-Laurent (A1/A2) · Superphénix